# Mjøndalen

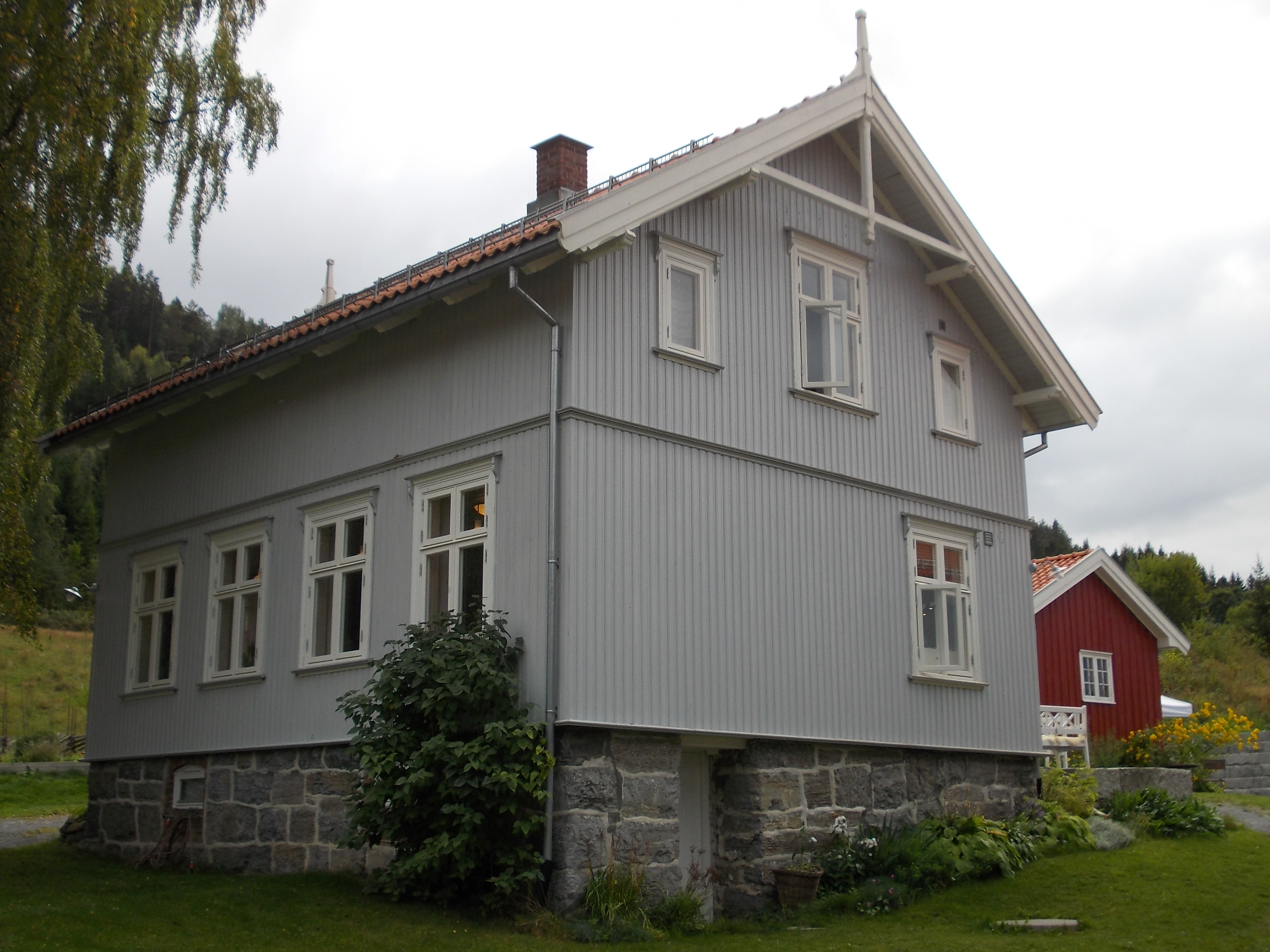
La maison du poète norvégien Herman Wildenvey.

Mjøndalen est une banlieue de la commune de Drammen dans le Comté de Buskerud.

## Présentation
Mjøndalen est une banlieue résidentielle du bourg de Nedre Eiker rattaché aujourd'hui à la commune de Drammen dans le Comté de Buskerud.
Mjøndalen compte environ 8000 habitants. 
Le bourg est desservi par la route européenne 134 ainsi que par le train avec la ligne de Randsfjord.
Lars Korvald et Todd Terje ont été maires de Mjøndalen.
Le poète norvégien Herman Wildenvey y a vécu et sa maison est auourd'hui un musée et un centre culturel.